# Aphiloscia guttulata
Aphiloscia guttulata is een pissebed uit de familie Philosciidae. De wetenschappelijke naam van de soort is voor het eerst geldig gepubliceerd in 1873 door Gerstaecker.